# Casalbeltrame
Casalbeltrame (piemontesisch und lombardisch Casabaltram) ist eine Gemeinde mit 1011 Einwohnern (Stand 31. Dezember 2023) in der italienischen Provinz Novara (NO), Region Piemont.
Die Nachbargemeinden sind Biandrate, Casalino, Casalvolone und San Nazzaro Sesia.
Das Gemeindegebiet umfasst eine Fläche von 15 km².
Die Stadt ist Mitglied der Cittaslow, einer 1999 in Italien gegründeten Bewegung zur Entschleunigung und Erhöhung der Lebensqualität in Städten.